# Hapy

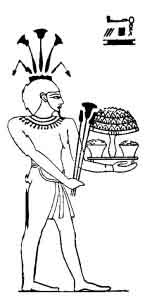
Imatge del déu Hapy

En la mitologia egípcia, Hapy («corredor») era una deïtat solar egípcia i la simbolització de la crescuda anual del Nil, cosa que permetia als egipcis tenir les seves collites. Vivia en una cova amb un grup de déus cocodrils i un harem de granotes.
També se'l coneix amb els títols de «senyor dels peixos, dels ocells i dels pantans» i «senyor del riu que porta la vegetació». Hapi es representa típicament com una figura andrògina amb un ventre prominent i una barba falsa cerimonial, representada en jeroglífics com una persona intersexual.
Hapy és generalment representat com un papió amb cos humà, sovint de color blau, i porta pits femenins caiguts i un barret fet amb plantes de riu.